# Mustapha Yatabaré
Mustapha Yatabaré (* 26. Januar 1986 in Beauvais, Frankreich) ist ein malisch-französischer ehemaliger Fußballspieler. Der Stürmer war malischer Nationalspieler.

## Karriere

### Vereine
Yatabaré spielte in der Jugend für die AS Beauvais und den SC Amiens. Danach folgten Stationen bei Villemomble Sports und Clermont Foot, ehe er 2010 zur US Boulogne wechselte. 2011 wurde Yatabaré von EA Guingamp verpflichtet. In der Saison 2012/13 war er als Torschützenkönig mit 23 Treffern maßgeblich am Aufstieg in die Ligue 1 beteiligt. In der Saison 2013/14 gewann er mit dem Verein den Coupe de France.
Im Sommer 2014 wechselte Yatabaré in die türkische Süper Lig zu Trabzonspor. Zur Saison 2015/16 wurde er für ein Jahr an den HSC Montpellier ausgeliehen. Nach seiner Rückkehr zu Trabzonspor wechselte er zum Ligakonkurrenten Kardemir Karabükspor, bei dem er einen Zweijahresvertrag unterschrieb. Im Januar 2018 unterschrieb Yatabaré einen Vertrag bei Konyaspor. Hier spielte er eineinhalb Spielzeiten lang und zog im Sommer 2019 zum Ligarivalen Sivasspor weiter.

### Nationalmannschaft
Yatabaré lief von 2009 bis 2017 insgesamt 35-mal für die malische Nationalmannschaft auf und erzielte 7 Tore. Er nahm mit der Mannschaft viermal an der Afrikameisterschaft teil. Dabei war ihr größter Erfolg der dritte Platz 2012 in Gabun und Äquatorialguinea.

## Erfolge
EA Guingamp
- Aufstieg in die Ligue 1: 2013
- Französischer Pokalsieger: 2014

Sivasspor
- Türkischer Pokalsieger: 2022

Nationalmannschaft
- Dritter Platz bei der Afrikameisterschaft: 2012

### Auszeichnungen
- Torschützenkönig der Ligue 2: 2013 (23 Tore)

## Familie
Yatabarés jüngerer Bruder Sambou (* 1989) ist ebenfalls Profifußballer.